# ITV4
Pour les articles homonymes, voir ITV.
ITV4 est une chaîne de télévision britannique appartenant à ITV Digital Channels Ltd, une division du groupe audiovisuel ITV.

## Historique de la chaîne
On s'attendait à ce qu'ITV4 remplace la chaîne Men & Motors existante (qui a été remplacée par ITV HD) de la même manière que Granada Plus a été rebaptisée ITV3, jusqu'à ce qu'ITV plc déclare que les deux chaînes fonctionneraient côte à côte, forçant ITV News Chaîne sur Freeview en temps partagé avec ITV4. ITV a remplacé la chaîne d'information défaillante par CITV. Les deux chaînes étaient sur Freeview jusqu'à ce qu'ITV plc retire Men & Motors de Freeview (bien qu'elle soit restée sur d'autres plates-formes pendant un certain temps jusqu'en avril 2010) et l'a remplacée par la chaîne de quiz en direct ITV Play. Certaines émissions de Men & Motors ont été transférées à ITV4. ITV4 a été la première chaîne à utiliser le nouveau look à l'écran qui a été déployé sur le reste des chaînes d'ITV plc le 16 janvier 2006. Red Bee Media a conçu les nouveaux logos et la présentation de l'ensemble de la société qui a vu la fin du jaune et look carré bleu conçu pour ITV, ITV2 et le look cube pour ITV3. Une présentation des résultats intermédiaires d'ITV 2005 a révélé qu'un logo à l'ancienne avait été conçu pour la chaîne mais n'avait jamais été utilisé à l'antenne.
La chaîne a d'abord diffusé tôt le soir, mais a vu ses heures prolongées pour couvrir la programmation de jour en février 2008, à la suite d'essais précédents où CITV a passé le relais à ITV4 tôt le week-end, fermant à 12h30 au lieu du transfert habituel à 18h.
ITV4 a été lancé sur UPC Ireland en Irlande le 4 janvier 2010, marquant la première fois que la chaîne est officiellement disponible dans le pays. La chaîne était déjà (et reste) disponible pour les téléspectateurs irlandais sur le satellite gratuit depuis un certain temps, mais elle n'a pas été répertoriée dans le guide électronique des programmes Sky depuis sa suppression le 25 janvier 2006. Le 1er avril 2011, ITV4 a été retiré d'UPC Ireland avec ITV2 et ITV3 en raison de l'expiration d'un accord de transport entre UPC et ITV. UPC Ireland affirme qu'ITV n'est pas en mesure de renégocier l'accord car ITV avait conclu un accord avec un autre fournisseur de chaînes pour lui fournir les droits exclusifs de diffusion de certains contenus des chaînes. A l'inverse, UPC Ireland affirme également avoir été en discussion jusqu'au dernier moment pour continuer à diffuser les chaînes. ITV2, ITV3 et ITV4 ont été rétablis dans la gamme UPC Ireland le 20 décembre 2011. TV3 et sa chaîne sœur 3e détiennent déjà un accord de distribution pour diffuser certains contenus ITV en république d'Irlande, sinon UTV est disponible dans la République. ITV2 est disponible avec ITV3 et ITV4 en Suisse, les trois chaînes sont disponibles sur SwisscomTV et UPC Cablecom. ITV4 est enregistrée pour diffuser dans l'Union européenne/EEE via ALIA au Luxembourg.

### Lancer
La soirée de lancement d'ITV4 était sur la chaîne Freeview 30. Bien qu'elle ait été diffusée sur le satellite Astra 2D utilisé par Sky, les utilisateurs pouvaient donc la régler manuellement. Elle a été lancée sur la chaîne Sky 120, après ITV2 et ITV3 dans les listes, le 7 novembre. Avant cette date, certains contenus sportifs étaient diffusés simultanément sur Men & Motors dans un ITV4 sur le volet M&M. Il a officiellement été lancé avec Real Betis contre Chelsea en UEFA Champions League (Liverpool contre Anderlecht était sur ITV1 en même temps), la première UKTV de Kojak et le film Carlito's Way.

## Chaînes subsidiaires

### ITV4 +1
Fin octobre 2008, il a été annoncé qu'une version décalée (+1) d'ITV4 serait lancée d'ici la fin de l'année. ITV4 +1 a été lancé sur Sky le 1er décembre 2008, sur Freesat le 9 décembre 2008 et sur Virgin Media le 25 mars 2010. Il a été retiré de Sky le 11 janvier 2011, en raison du lancement d'ITV1 +1 (maintenant connu sous le nom d'ITV +1) prendre de la place sur l'EPG ; la chaîne a continué à être disponible sur Freesat et Virgin. Le canal a été restauré le 1er juin 2012.

### ITV4 HD
Une diffusion simultanée haute définition d'ITV4, ITV4 HD, a été lancée le 15 novembre 2010 sur Sky. La chaîne était initialement disponible via le service d'abonnement payant de Sky dans le cadre d'un accord non exclusif avant d'être ajoutée au service de Virgin Media le 14 mars 2013. Le contenu haute définition d'ITV4 HD comprend des films et des événements sportifs qui incluent actuellement le championnat britannique de voitures de tourisme, le Tour de France, les courses de chevaux, le billard, les fléchettes (y compris UK Open et Players Championship Finals) et Internationaux de France de tennis ainsi que faits saillants d'autres événements sportifs et contenu des archives d'ITV Sport.

## l'image de marque

### Changement de marque 2013
Conformément au changement de marque d'entreprise d'ITV, ITV4 a reçu un nouveau look le 14 janvier 2013. La chaîne a reçu un logo "gris ardoise" et est devenue la "foyer des classiques du sport et des cultes". La promotion de la chaîne comprend des factoids de pub et des identifiants mettant en vedette des "dreams come true" nommés par les téléspectateurs.

### Identité visuelle (logos)

2004-2006 (unused)
2005-2013
2013-2022
2022-present

## Programmes
- UFO, alerte dans l'espace
- The Saint
- Real Prison Breaks
- The Professionals
- Minder
- Batman
- Jericho
- Martial Law
- Miami Vice
- Cheers
- Millennium

### Couverture sportive
Avant le lancement d'ITV4 en 2005, la couverture sportive numérique d'ITV était sur ITV2, mais après son lancement, toute la couverture sportive est passée à ITV4. Au cours de sa première semaine, il a couvert le match susmentionné Real Betis contre Chelsea en Ligue des champions de l'UEFA, ainsi que Middlesbrough contre Dnipro Dnipropetrovsk en Ligue Europa le jeudi, et le combat d'Amir Khan contre Steve Gethin de la Braehead Arena. à Glasgow le samedi.

#### Couverture actuelle
Football
- Faits saillants et rediffusions de l'équipe nationale d'Angleterre (depuis 2008, Ligue des nations de l'UEFA et les matchs amicaux de la saison en direct, ainsi que les faits saillants également sur Sky Sports)
- Audi Cup (depuis 2009, partagée avec LFC TV)
- Championnat d'Espagne de football (2019)

Cyclisme

## Annexe